# Geum roylei
Geum roylei är en rosväxtart som beskrevs av Nathaniel Wallich. Geum roylei ingår i släktet nejlikrotsläktet, och familjen rosväxter. Inga underarter finns listade i Catalogue of Life.